# Quand le soleil était chaud
Quand le soleil était chaud est un roman de Josette Alia publié en 1993.

## Résumé
En 1952, L, 16 ans, grecque catholique vit au Caire avec sa famille, les émeutiers antibritanniques mettent le feu au centre. Nasser fait 1 coup d'état contre le roi Farouk. En 56, Nasser soutenu par la Russie nationalise la Compagnie du canal de Suez pour construire le barrage d'Assouan. Israël envahit l'Égypte arabe. L épouse A et ils vont à Beyrouth où est installée la famille de A. L y découvre le déclin des chrétiens en Orient après la non alliance des croisés avec les arméniens en 1260 contre les mongols et les turcs. L ouvre une librairie. Elle accouche de Ni. En 67, Israël envahit l'Égypte et Nasser démissionne. En 69, les palestiniens du Liban avec des chrétiens et des musulmans renversent le gouvernement.
En 1971, l'OLP s'installe au Liban et entame la guerre psychologique. En 73, les Libanais bombardent les camps palestiniens : c'est la guerre des camps. En 75, début de la guerre de Beyrouth, phalangistes/palestiniens. Ni y participe avec la gauche libanaise. Il devient impossible de sortir. Lors d'une trêve, L envoie sa fille M en France. Ils vivent à la cave. En 76, les syriens arrivent juste à temps. En 77, L va retrouver M et achète un appartement. Ni va à Jérusalem. En 78, A rejoint L, puis Ni. En 81, Ni repart. En 82, les Syriens évacuent Beyrouth mais les Israéliens les remplacent et tuent les Palestiniens. L et A retournent à Beyrouth en 89 et A est tué. Les syriens réattaquent. L va au Caire pour enterrer sa sœur.